# Российские немцы

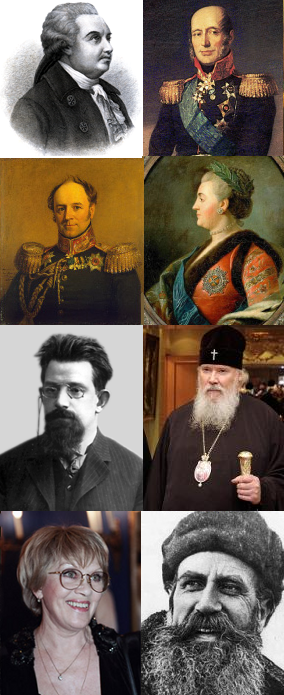
Денис Фонвизин • Михаил Барклай-де-Толли • Александр Бенкендорф • Екатерина II • Пётр Струве • Патриарх Алексий II • Алиса Фрейндлих • Отто Шмидт

Российские не́мцы, или не́мцы России, раньше сове́тские не́мцы (нем. Russlanddeutsche; в бытовом русском языке — русские немцы) — этнические немцы, а также граждане (подданные) германских государств, проживавшие на территории России либо государств-предшественников, Прибалтики (Балтийские немцы) и их прямые потомки.
В современной Германии выражение «российские немцы» употребляется также по отношению к этническим немцам, иммигрировавшим в Германию из СССР, начиная с 1951 года (нем. Aussiedler — «переселенцы»), а после 1991 года — к иммигрантам из постсоветских государств (нем. Spätaussiedler — «поздние переселенцы»).

## Появление немцев на Руси
Первые упоминания о немцах на Руси относятся к IX веку. К концу XII века в русских городах уже осели многие немецкие купцы, ремесленники, воины, лекари и учёные. Первое письменное упоминание о существовании в Новгороде «немецкого двора» — места, где жили купцы и хранились товары, относится к 1199 году. Но основан этот двор был, очевидно, раньше, поскольку о постройке в городе немецкой церкви Святого Петра, бывшей центром немецкого двора, сообщается уже в 1184 году.

## Немцы в Русском государстве
Значительное число немцев переселилось в Русское государство в период правления великих князей Ивана III и Василия III — в XV—XVI веках. В период правления Ивана IV Грозного доля немцев в населении городов стала настолько существенной, что во многих из них появились кварталы компактного проживания немецкой диаспоры — так называемые Немецкие слободы, самая большая и известная из которых была в Москве (см. «Немецкая слобода»).
В первую очередь русское правительство было заинтересовано в иностранных специалистах военного дела — оружейниках, мастерах литья пушек, фортификаторах и сапёрах. Немецкие офицеры служили инструкторами в царском войске, передавая европейский опыт организации, владения современным оружием и тактики. Большим спросом в России пользовались иностранные инженеры и мастера горного дела.
Были важны для московского двора и иностранные специалисты-медики. В стране были свои знахари, однако не было образованных врачей и аптекарей. Поэтому первыми лейб-медиками великих московских князей Ивана ІІІ и Василия III в разное время были Николаус Бюлов (Nicolaus Bülow) и Феофил (Теофил) Маркварт (Theophil Marquart) из Любека. Они же перевели на русский язык один из ранних лечебников «Благопрохладный вертоград, здравию сотворение».

## Эпоха Романовых
Около 90 % немцев России в XVIII—XIX века составляли так называемые переселенцы. В XVIII же веке по указу Екатерины II (манифест от 4 (15) декабря 1762 года) началось переселение немецких крестьян на свободные земли Поволжья и позже Степного края — многие из этих крестьянских семей оставались в местах своего первоначального компактного проживания на протяжении более чем полутора столетий, сохраняя немецкий язык (в законсервированном по сравнению с немецким языком Германии виде), веру (как правило, лютеранскую, католическую) и другие элементы национальной культуры.

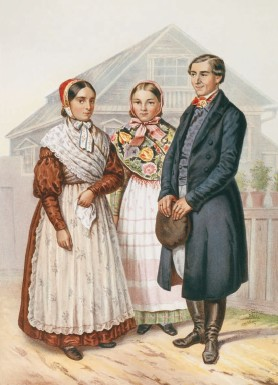
Немецкие колонисты (Густав-Теодор Паули. «Этнографическое описание народов России», СПб. 1862)

Первая волна миграции, направленная в район Поволжья, прибыла в основном из земель Рейнланд, Гессен и Пфальц. Следующий поток эмиграции был вызван манифестом императора Александра I 1804 года. Этот поток колонистов был направлен в район Причерноморья и Кавказа, и состоял большей частью из жителей Швабии; в меньшей степени жителей Восточной и Западной Пруссии, Баварии, Мекленбурга, Саксонии, Эльзаса и Бадена, Швейцарии, а также немецких жителей Польши.
В 1860-х годах 200 тысяч колонистов переселились из Польши на Волынь. Перед Первой мировой войной число немецких деревень в Российской империи (не считая российской части Польши) составляло от 3 до 4 тысяч.

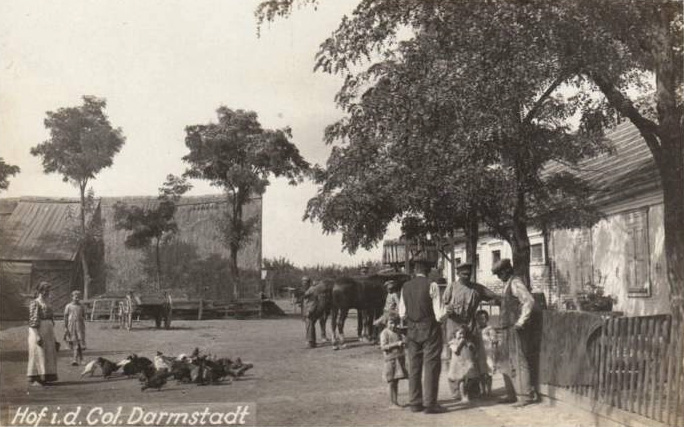
Почтовая открытка начала XX века с фотографическим изображением немцев-колонистов колонии Дармштадт под Мелитополем

Основную часть нынешнего немецкого населения России и стран СНГ составляют прежде всего потомки немецких крестьян-колонистов. История их формирования охватывает период с XVIII по XX век. Основными местами расселения являлись среднее и нижнее Поволжье, северное Причерноморье, Закавказье, Крым, Волынь (северо-запад Украины), с конца XIX века — Северный Кавказ и Сибирь. В силу их территориальной разобщённости и различных особенностей исторического и этнического развития в среде российских немцев сформировался ряд этнических (локальных) групп — поволжские немцы, украинские немцы (выходцы из Причерноморья, зачастую разделяющие себя по конфессиональному признаку на лютеран и католиков), волынские немцы, бессарабские немцы, кавказские немцы (или швабы, по месту своего проживания в южной Германии — Швабии) и меннониты (особая этноконфессиональная общность). Представители различных этнических групп немецкого населения долгое время имели и сохраняли особенности в языке, культуре, религии, быту — говорили на своих, зачастую значительно различающихся, диалектах, праздновали по особому народные и религиозные обряды и праздники — Рождество, Пасха, Троица, праздник урожая, праздник забоя свиньи шлахтфест и др.
Исходным пунктом миграции немецкого населения по территории России были также окончательно присоединённые к ней в XVIII веке прибалтийские земли, особенно Эстляндия и Лифляндия. Кроме того, большое количество немцев в XIX столетии переселилось на Волынь из Польши. Наконец, в 1920-е годы немецкая диаспора в СССР пополнилась некоторым количеством немецких коммунистов, перебравшихся в единственное в мире социалистическое государство.
С 1870-х годов иммиграция немцев в Россию в основном прекращается (особенно в связи с отменой в отношении колонистов льгот по отбыванию воинской повинности и охлаждением русско-германских отношений). Более того, большое количество российских немцев начинает эмигрировать из России, причём не в Германию, а главным образом в США. Всего до 1914 года из России в США переселилось до 200 тыс. этнических немцев. Они составили один из наиболее крупных потоков дореволюционной российской эмиграции — наряду с евреями, поляками, литовцами и финнами.
Кроме того, со второй половины XIX века немцы начинают принимать активное участие во внутрироссийском миграционном движении на многоземельные восточные и южные окраины империи. По данным переписи 1926 года, в Сибири и на Дальнем Востоке проживали 81 тыс. (главным образом в Омском округе — 34,6 тыс., и в Славгородском округе — 31,7 тыс.), в Казахстане — 51 тыс. немцев.
По состоянию на 1913 год в Российской империи проживало около 2,4 млн немцев.

### Немцы Петербурга
Начиная с эпохи Петра I широко практиковалось приглашение в Россию иностранных учёных, военных, дипломатов, деятелей искусства, и некоторые из них были немцами. Потомки этих людей зачастую оседали в России, в значительном числе случаев не только сохраняя немецкий язык в качестве своего основного языка, но также и сохраняя в себе немецкое национальное самосознание, принадлежность к лютеранской или католической церкви, а также практиковали компактное проживание. Даже сама правящая династия Романовых, начиная с брака родителей Петра III — цесаревны Анны Петровны и герцога Гольштейн-Готторпского Карла Фридриха, активно роднилась с представителями немецких правящих династий. В результате все последующие российские правители дома Романовых имели большую долю «немецкой крови», некоторые из них, в силу династических обстоятельств, были рождены в Германии и говорили по-русски с заметным акцентом. А сама династия Романовых превратилась в ответвление Ольденбургской династии под наименованием Гольштейн-Готторп-Романовы, которое сохраняется в официальном титуле до сих пор.
Значительное количество немцев приняло участие в государственном управлении на самых различных его этажах и направлениях. Что и существенно отразилось на выборе столицы, как преимущественного места приложения своих способностей и знаний.
Поскольку Петербург с самого своего обоснования стал не только административной столицей России, но и крупнейшим промышленным научным и торговым центром, значительное количество немцев оседало в нём и давало потомство, принимавшее участие в самых разнообразных отраслях хозяйства. В результате многих сложных процессов в регионе образовался специфический субэтнос — Петербургские немцы, относивший себя к культуре западного христианства, в первую очередь, к лютеранству и католичеству. В городской среде образовались районы, где концентрация немецкого населения была настолько велика, что немецкий язык можно было слышать так же часто, как и русский, например, район Васильевского острова.

### Погромы и планирование депортации немцев России в период Первой мировой войны

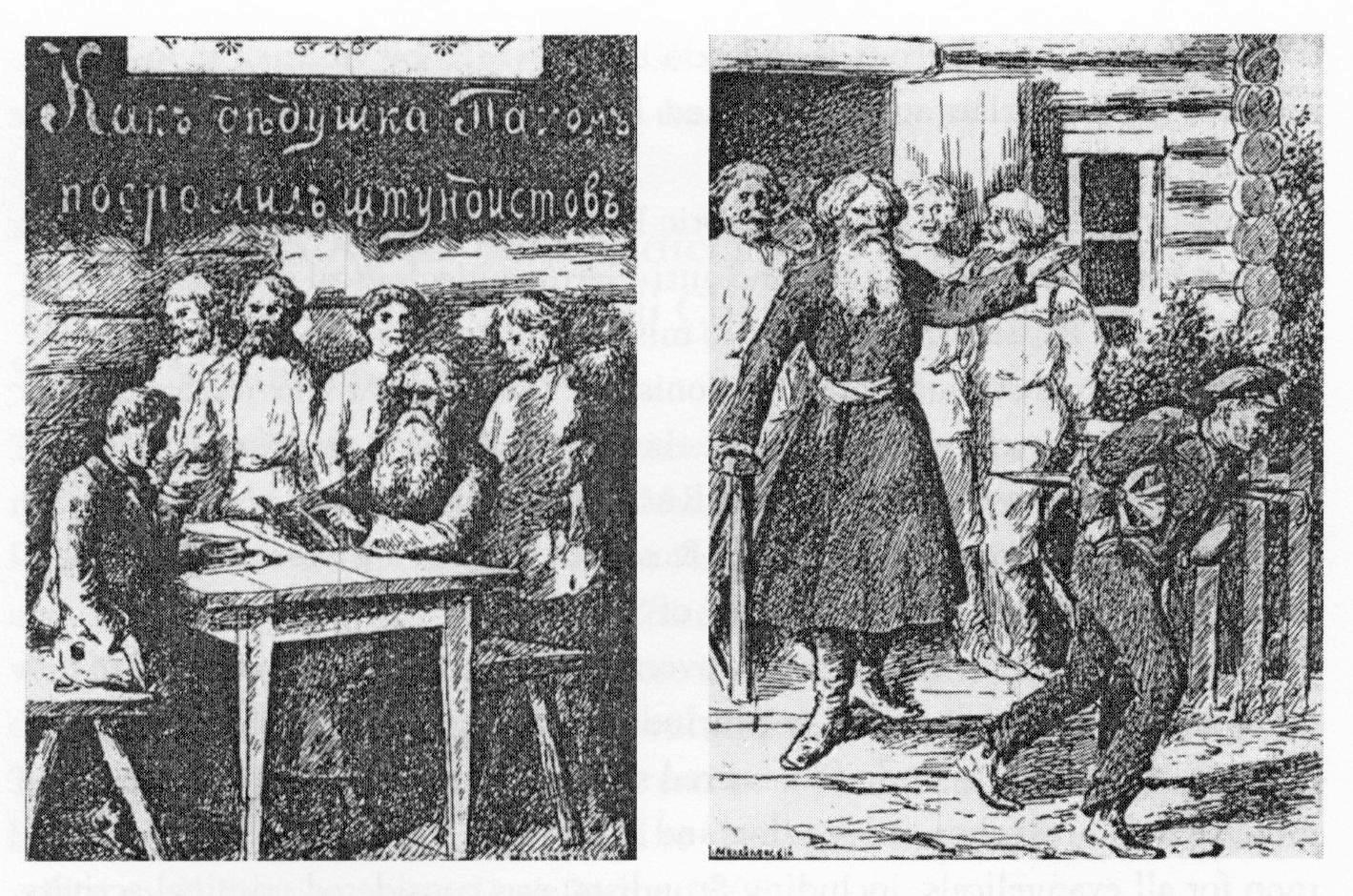
Агитационный лубок «Как дедушка Пахом посрамил штундистов». Старый русский крестьянин предостерегает молодого кузнеца Вакуленко, присоединившегося к штундистам: «Вы, штундисты, следуете не за Христом, а за германскими учителями, которые оставили Церковь Христову и исказили благую весть… Вы рождены православными родителями, воспитаны в православной вере, но соблазнены германцами, пляшете под германскую дудку и даже внешне стали похожими на германцев»

Начало войны между Австро-Венгрией и Сербией вызвало рост германофобских настроений в Российской империи, особенно среди панславистов. Начало войны с Германией и вовсе вынудило правительство пойти на крайние меры: Санкт-Петербург был спешно переименован в Петроград, Екатериненштадт в Екатериноград (ныне Маркс), Бальцер в Голый Карамыш (ныне Красноармейск), Анненфельд в Аннино (ныне Шамкир).
Вскоре Петроград и Москву охватили беспорядки: 4 августа 1914 года в Петрограде было совершено нападение на германское посольство (были уничтожены статуи с конями над коллонадой). 2 февраля 1915 года в связи с войной российское правительство приняло законы о принудительном отчуждении земель у выходцев из Германии и Австро-Венгрии в западных губерниях. Решением Сената подданные враждебных государств лишались судебной защиты; закрывались немецкие школы и газеты в России; немцы подлежали высылке из местностей, объявленных на военном положении. Из Москвы было выслано около двух тысяч германских и австрийских подданных. Позднее эти «ликвидационные законы» распространятся и на другие губернии и области страны.
С 26 по 29 мая 1915 года по Москве прокатилась волна немецких погромов: по разным данным, около 50 тысяч человек устроили массовые беспорядки, разгромив 475 торговых предприятий и 207 квартир и домов. Пострадавшими были признаны 113 германских и австрийских подданных, а также 489 русских подданных с германскими фамилиями. Погромщики атаковали музыкальный магазин Zimmermann на Кузнецком мосту — престижном торговом месте в центре Москвы, принадлежавшем русскому предпринимателю немецкого происхождения Юлию Циммерману: бесчинствующая толпа сбрасывала рояли с 4 этажа на улицу.Нанесённый ущерб составил 50 миллионов рублей. Вскоре 1 июня 1915 года своим личным указом Николай II запретил принимать на работу немцев (Указ об обязательном увольнении всех немцев с московских предприятий и прекращении деятельности в городе немецких фирм), однако погромы не прекращались вплоть до падения монархии в России. По некоторым данным, угрозы поступали и в адрес Александры Фёдоровны.
13 декабря 1915 года Правительство России подготовило указ, согласно которому все немецкое население Поволжья подлежало выселению в Сибирь. Выселение планировалось начать с весны 1917 года. 6 февраля 1917 года Император Николай II санкционировал применение «ликвидационных законов» об экспроприации земель у поволжских немцев.
После победы Февральской революции в Петрограде и в Саратове, 11 марта 1917 года Специальным постановлением было приостановлено исполнение всего «ликвидационного» законодательства, направленного против немецкого населения России. В постановлении указывалось, что окончательное решение по этому вопросу должно принять Учредительное собрание.

## Немцы в СССР

### 1918—1940 годы
В первые десятилетия советской власти возрождение национальной идентичности российских немцев приветствовалось, что привело в 1918 году к образованию одной из первых национально-территориальных автономий на территории Советской России — Трудовой коммуны Автономной области Немцев Поволжья, в 1924 году переоформленной в Автономную Советскую Социалистическую республику немцев Поволжья со столицей в городе Покровске (позже Энгельс).

По мере обострения отношений между СССР и Германией ухудшалось и отношение к советским немцам. В 1935—1936 годах более десяти тысяч немцев было выселено из приграничной зоны Украины в Казахстан. В 1937—1938 годах НКВД была проведена так называемая «немецкая операция». Согласно приказу народного комиссара внутренних дел СССР № 00439 от 25 июля 1937 года, все германские подданные, работавшие на предприятиях оборонной промышленности (или имеющих оборонные цеха) должны были быть арестованы. С 30 июля начались аресты и увольнения, а с осени 1937 началась массовая операция против советских немцев. Всего в рамках «немецкой операции» было арестовано 65—68 тыс. человек, осуждено 55 005, из них: расстреляно — 41 898, к заключению, ссылке и высылке — 13 107. С наибольшей силой она затронула приграничные зоны и окружение столичных городов; сама АССР пострадала непропорционально слабо. Согласно директиве наркома обороны СССР, все немцы (кроме уроженцев АССР НП), в числе представителей всех национальностей, не входящих в состав Советского Союза, были уволены из армии. В конце 1930-х годов за пределами АССР НП были закрыты все национально-территориальные образования — немецкие национальные сельсоветы и районы, а школы с преподаванием на родном немецком языке переведены на русский.
По данным переписи 1939 года на территории СССР насчитывалось 1427,3 тыс. немцев. Из этого количества в РСФСР проживало 862,5 тыс. (включая Крым), на Украине — 392,5 тыс. (в том числе в Одесской области — 91,5 тыс., в Запорожской — 89,4 тыс., в Сталинской — 47,2 тыс., в Николаевской — 41,7 тыс.), в Казахстане — 92,6 тыс., в Закавказье — 44,1 тыс., в республиках Средней Азии — 27,2 тыс. и в Белоруссии — 8,4 тыс. Из числа немцев РСФСР 42,5 % (366,7 тыс. чел.) было сосредоточено в пределах АССР Немцев Поволжья (немцы составляли 60,5 % её населения), а всего в Поволжском регионе проживало 451,6 тыс. немцев. Также крупные территориальные группировки немцев расселялись на Северном Кавказе (127,1 тыс.), в Западной Сибири (101,4 тыс.) и в Крыму (51,3 тыс.). Кроме того, на территориях, включённых в состав СССР в 1939—1940 годы, по современным оценкам, проживало к 1939 году 346,1 тыс. немцев, в том числе 81,1 тыс. — в Бессарабии, 62,1 тыс. — в Латвии, 51,0 тыс. — в Литве, 45,4 тыс. — в Ровенском и Волынском воеводствах Польши, 40,0 тыс. — в Восточной Галиции, 37,5 тыс. — в Северной Буковине, 18,4 тыс. — в Эстонии, 10,6 тыс. — в Западной Белоруссии. Кроме того, до 13,8 тыс. немцев расселялось в Подкарпатской Руси, вошедшей в состав Советского Союза в 1945 году. Всего, таким образом, на территории СССР в послевоенных границах (без Калининградской области) насчитывалось 1782,9 тыс. немцев.

### 1941—1945 годы
Ещё до советизации Прибалтики правительства Эстонии и Латвии заключили соглашения с Германией, предоставлявшие балтийским немцам право на отъезд в Рейх. После установления Советской власти в этих государствах действие данного соглашения было подтверждено и распространено также на Литву и другие территории, вошедшие в состав СССР после заключения Пакта Молотова — Риббентропа. В Германии немецкие репатрианты были расселены в основном на западно-польских землях, захваченных Рейхом в результате захвата и оккупации Польши в сентябре 1939 года. Одновременно с этих территорий производилось широкомасштабное выселение польского и еврейского населения.
В результате до начала Великой Отечественной войны в Германию убыло 406 тыс. немцев, в том числе 131,2 тыс. — из стран Балтии, из бывших польских земель — 137,2 тыс., из Бессарабии и Северной Буковины — 137,2 тыс.
После издания Указа Президиума Верховного Совета СССР «О переселении немцев, проживающих в районах Поволжья» от 28 августа 1941 г. была ликвидирована Автономная Республика немцев Поволжья и произведена тотальная депортация немцев из АССР. В последующие месяцы депортация коснулась почти всего немецкого населения, проживавшего на территории Европейской России и Закавказья, не занятых вермахтом.

### Послевоенный период

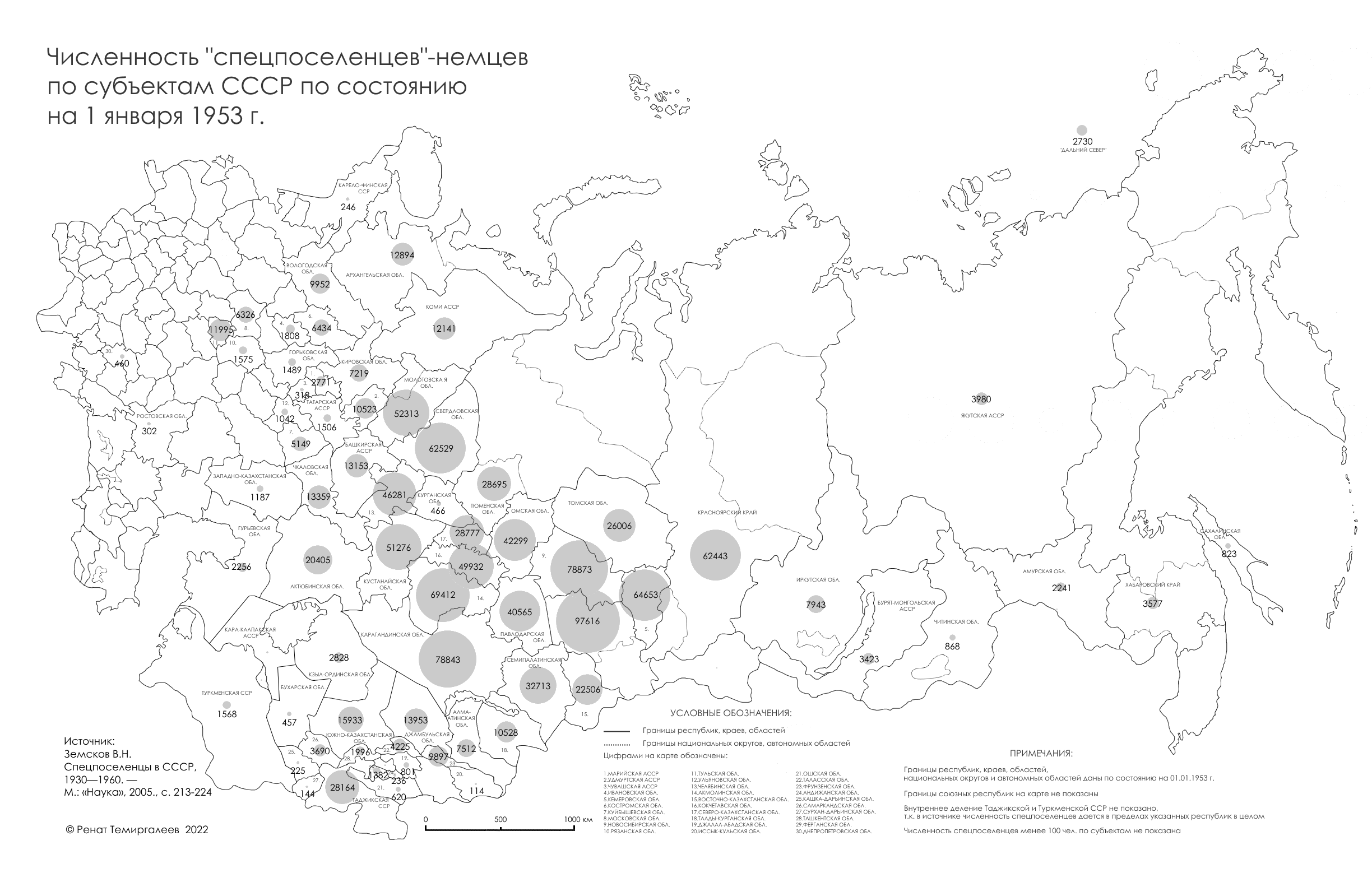
Численность «спецпоселенцев»-немцев по субъектам СССР на 1 января 1953 года

26 ноября 1948 года Президиум Верховного Совета СССР принял указ, запрещавший немцам возвращаться к прежнему месту жительства: изгнание на «вечные времена» в места переселения, и устанавливавший длительные сроки заключения за самовольное оставление спецпоселений — 20 лет каторги.
К началу 1953 года, по данным органов МВД СССР, на учёте Отдела спецпоселений состоял 1 224 931 немецкий спецпоселенец, в том числе 855 674 выселенных в 1941—1942 годах из Европейской России и Закавказья, 208 388 репатриантов, 111 324 мобилизованных, 48 582 «местных» и 963 прочих. Из этого количества на территории РСФСР было расселено 707 863 чел., в Казахстане — 448 626, в республиках Средней Азии — 53 850, в Украинской ССР — 460 и в Карело-Финской ССР — 246. Из числа немцев, расселённых в РСФСР, в Западной Сибири проживало 338 142 чел., на Урале — 198 624, в Восточной Сибири — 74 687 (в основном в Красноярском крае), на Европейском Севере — 35 007, в Центральном районе — 28 229, на Дальнем Востоке — 13 378, в Волго-Вятском районе — 11 797, в Поволжье — 7697 и на Северном Кавказе (Ростовская область) — 302.
Поскольку после 1955 года немцы так и не получили разрешения вернуться на места довоенного проживания, сложившаяся в результате депортации картина расселения немцев по территории СССР в основном сохранилась до конца советского периода без существенных изменений. По данным переписи 1989 года в Советском Союзе насчитывалось 2038,6 тыс. немцев. Основная масса диаспоры была расселена примерно в тех же районах, в каких немцы были водворены в период депортаций. Больше всего немцев проживало в Казахстане (957,5 тыс.), в Западной Сибири (416,5 тыс.), на Урале (149,7 тыс.), в Киргизии (101,3 тыс.) и в Восточной Сибири (66,2 тыс.). В районах, где располагались компактные ареалы расселения немцев до 1941 года, численность их была невелика. Так, в Поволжье проживало 68,3 тыс. немцев, на Украине — 37,8 тыс., в республиках Прибалтики — 9,3 тыс.

### Период 1955—1991 годов

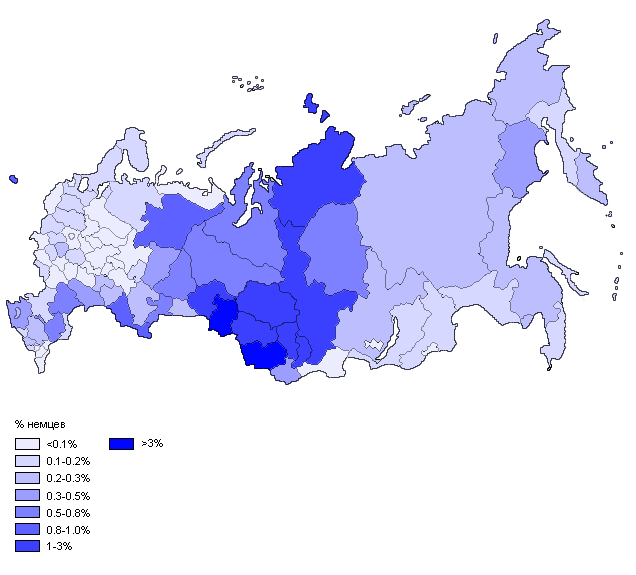
Доля российских немцев по регионам РФ по данным переписи 2002 года

По решению бундестага ФРГ 22 февраля 1955 года признаются действительными гражданства, полученные во время войны. Одновременно в сентябре этого же года первый канцлер Германии Конрад Аденауэр посещает СССР, где также подписывается ряд межправительственных соглашений.
13 декабря 1955 года вышел Указ Президиума Верховного Совета «О прекращении ограничений в правах немцев и членов их семей, которые находятся на спецпоселении» (без возвращения конфискованного имущества), запрет на возвращение в бывшие родные населённые пункты. Начался процесс переселения немцев в ФРГ, ГДР и Австрию. Первоначально он шёл под лозунгом воссоединения разорванных в годы войны семей. В это время выезжало от нескольких сотен до нескольких тысяч человек в год.
В мае 1957 года в Москве вышел первый номер центральной газеты на немецком языке «Нойес Лебен» («Новая жизнь»), ставшей преемницей «Дойче централь-цайтунг» («Центральная немецкая газета»), а через месяц начала издаваться газета «Роте Фане» («Красное знамя») на Алтае. Позднее была организована в Целинограде газета советского немецкого населения Казахстана «Фройндшафт» («Дружба») — сейчас она издаётся в Алма-Ате под названием «Deutsche Allgemeine Zeitung». Возобновилось радиовещание для советских немцев на родном языке. Снова появились в продаже книги советских немецких авторов. Началось создание групп для изучения немецкого языка как родного в средних школах Казахстана, РСФСР, Киргизии
8 апреля 1958 года подписано советско-германское соглашение о воссоединении семей и о сотрудничестве Обществ Красного Креста обеих стран.
24 апреля 1959 года подписан советско-германский договор о воссоединении семей.
19 декабря 1966 года подписан Международный пакт о гражданских и политических правах. Право на свободный выезд и гарантия охраны национальных меньшинств. СССР ратифицировал этот договор лишь 23 марта 1973 года.
12 августа 1970 года состоялось подписание Московского договора между ФРГ и СССР о взаимном отказе от применения насилия. Число переселенцев растёт.
1 августа 1975 года подписано Хельсинкское соглашение. Дальнейший рост числа переселенцев, но лишь на короткое время. (Нижний пик в 1985 году — 460 человек).
1979 год — попытка организовать немецкую автономию в Казахстане.
1981 год — основан Немецкий драматический театр (сначала в Темиртау, затем в Алма-Ате).
Ситуация изменилась после внесения изменений в закон СССР «О въезде и выезде» 28 августа 1986 года. Массовая эмиграция немцев с территории бывшего СССР в Германию началась с 1987 года, когда выехало 14 488 человек, в 1988 году — 47 572, в 1989 году — 98 134 (пик в 1994 году — 213 214 человек), что значительно истощило долю немецкого населения в России, Казахстане, на Украине и в других республиках. В общей сложности, по данным Министерства внутренних дел ФРГ, в Германию с 1950 по 2006 год переселилось 2 334 334 российских немцев и членов их семей.

## Немцы и постсоветское пространство

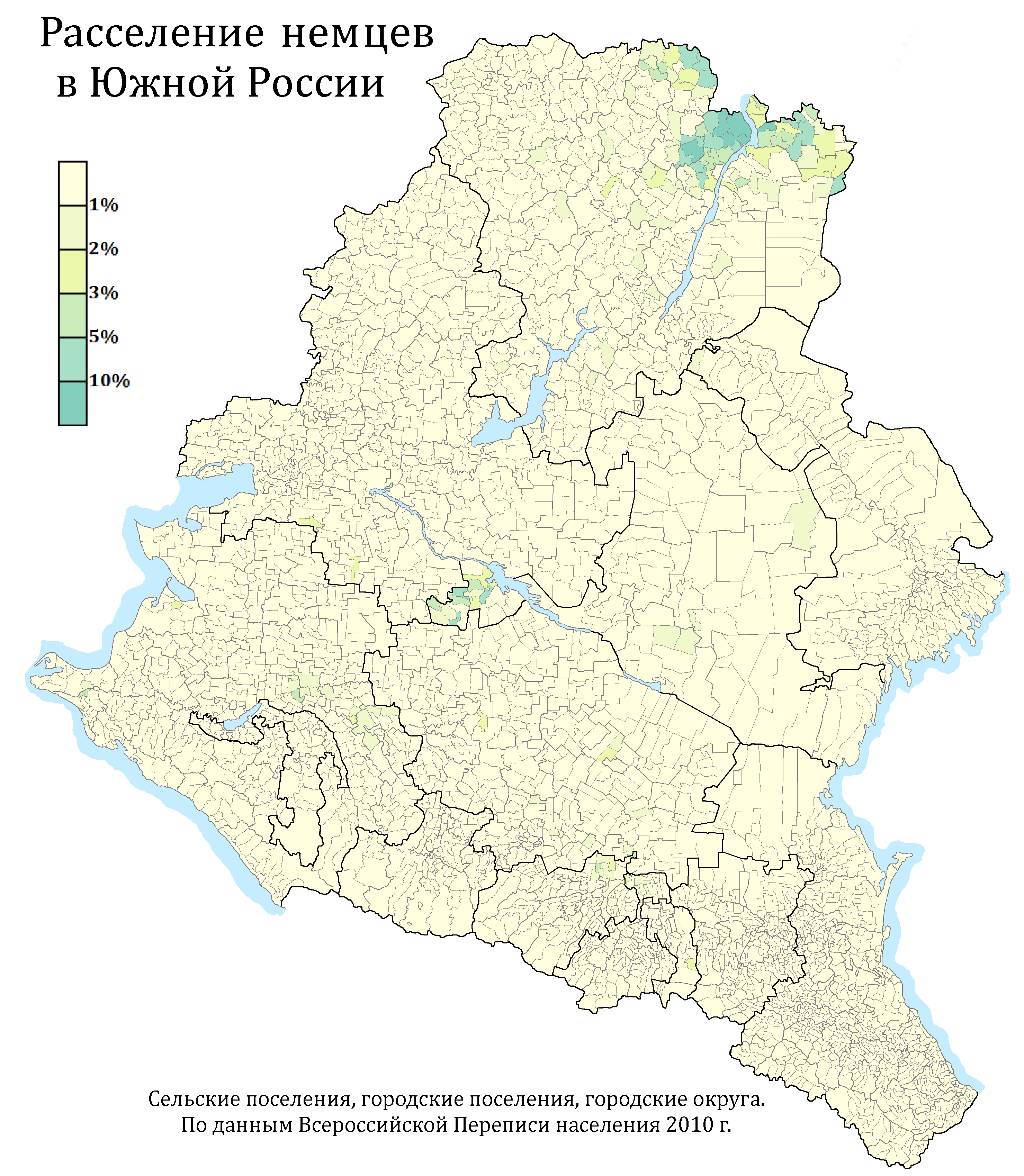
Расселение немцев в ЮФО и СКФО по городским и сельским поселениям в %, перепись 2010 г.

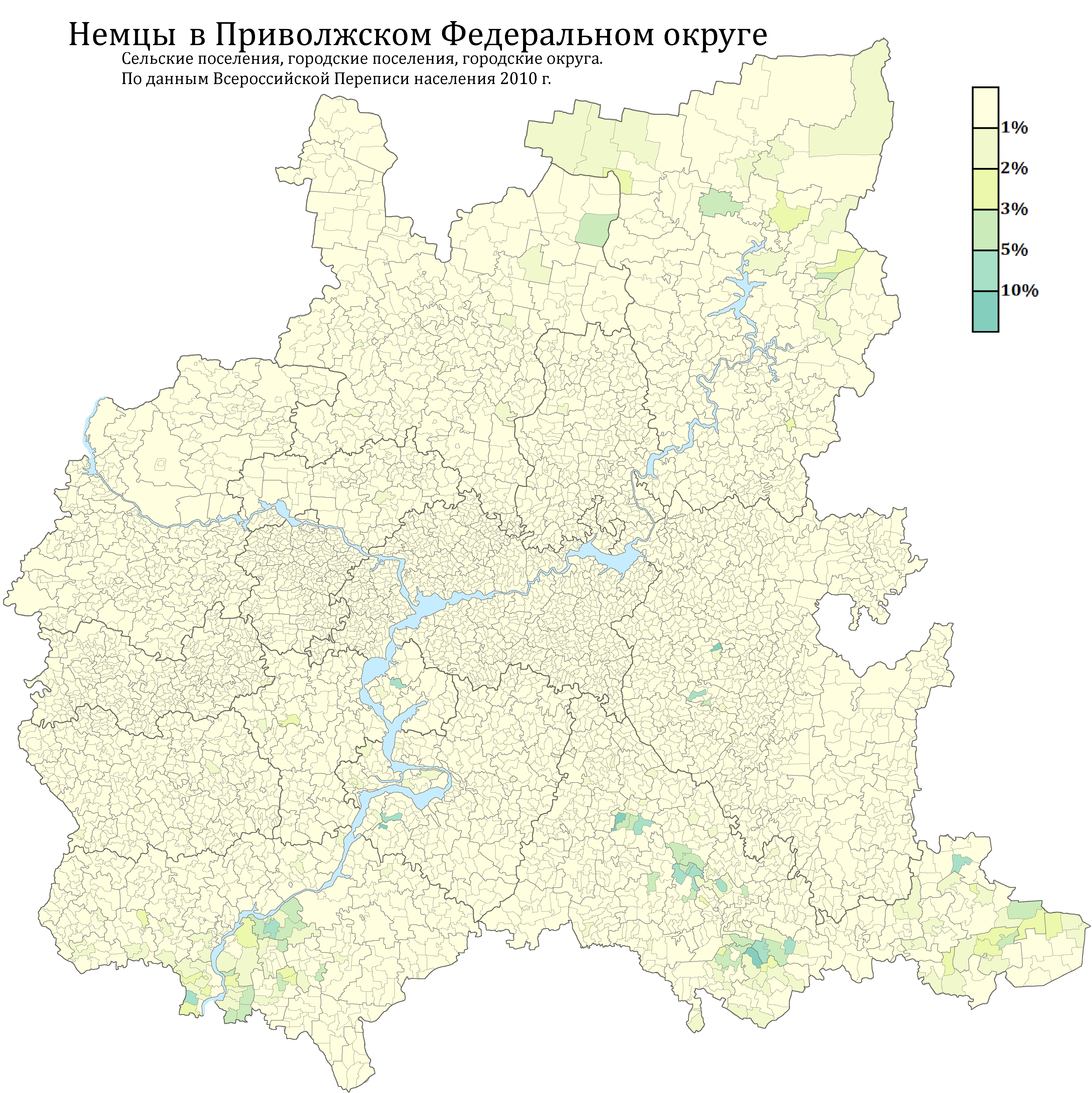
Расселение немцев в ПФО по городским и сельским поселениям в %, перепись 2010 г.

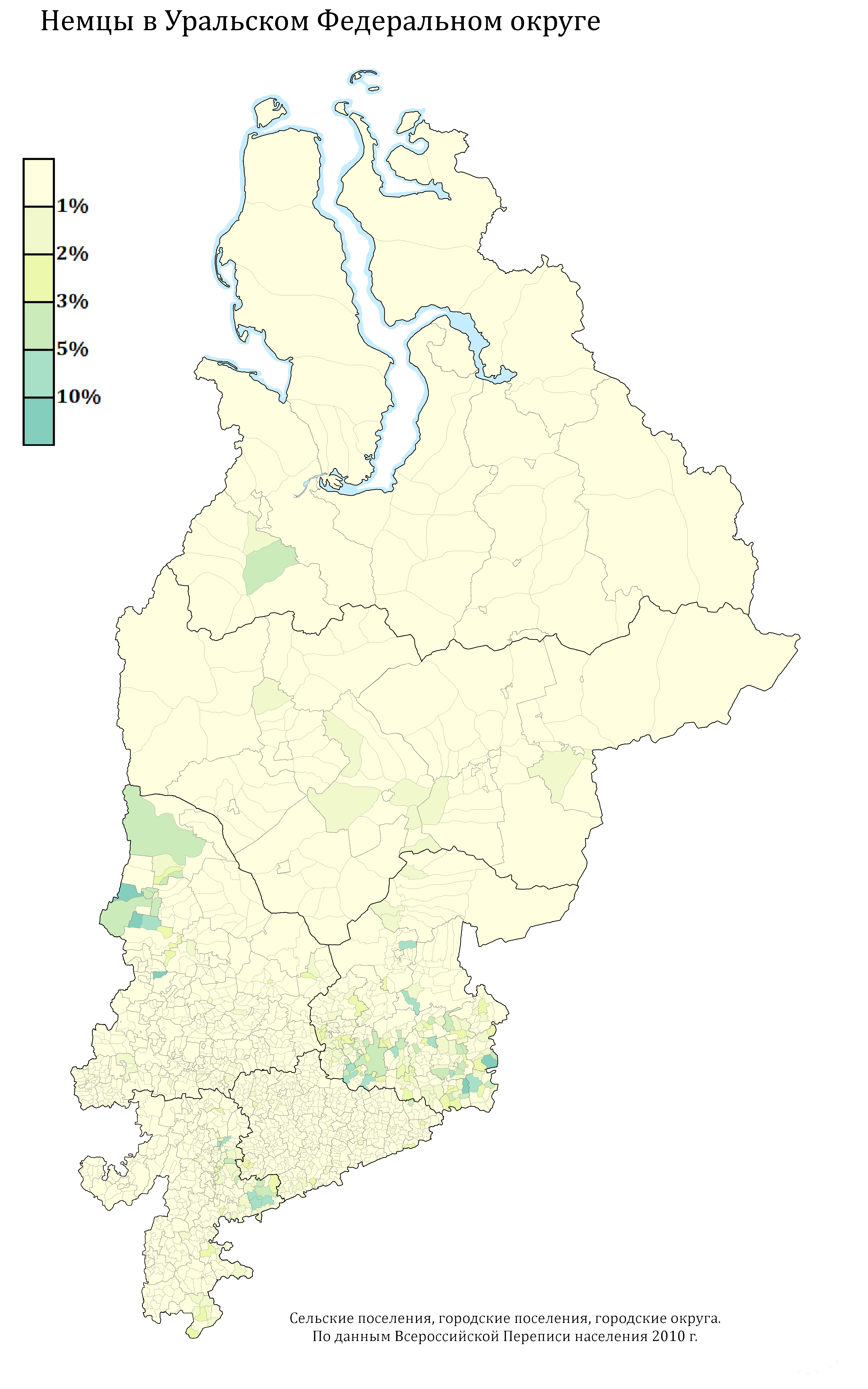
Расселение немцев в УФО по городским и сельским поселениям в %, перепись 2010 г.

Расселение немцев в СФО по городским и сельским поселениям в %, перепись 2010 г.

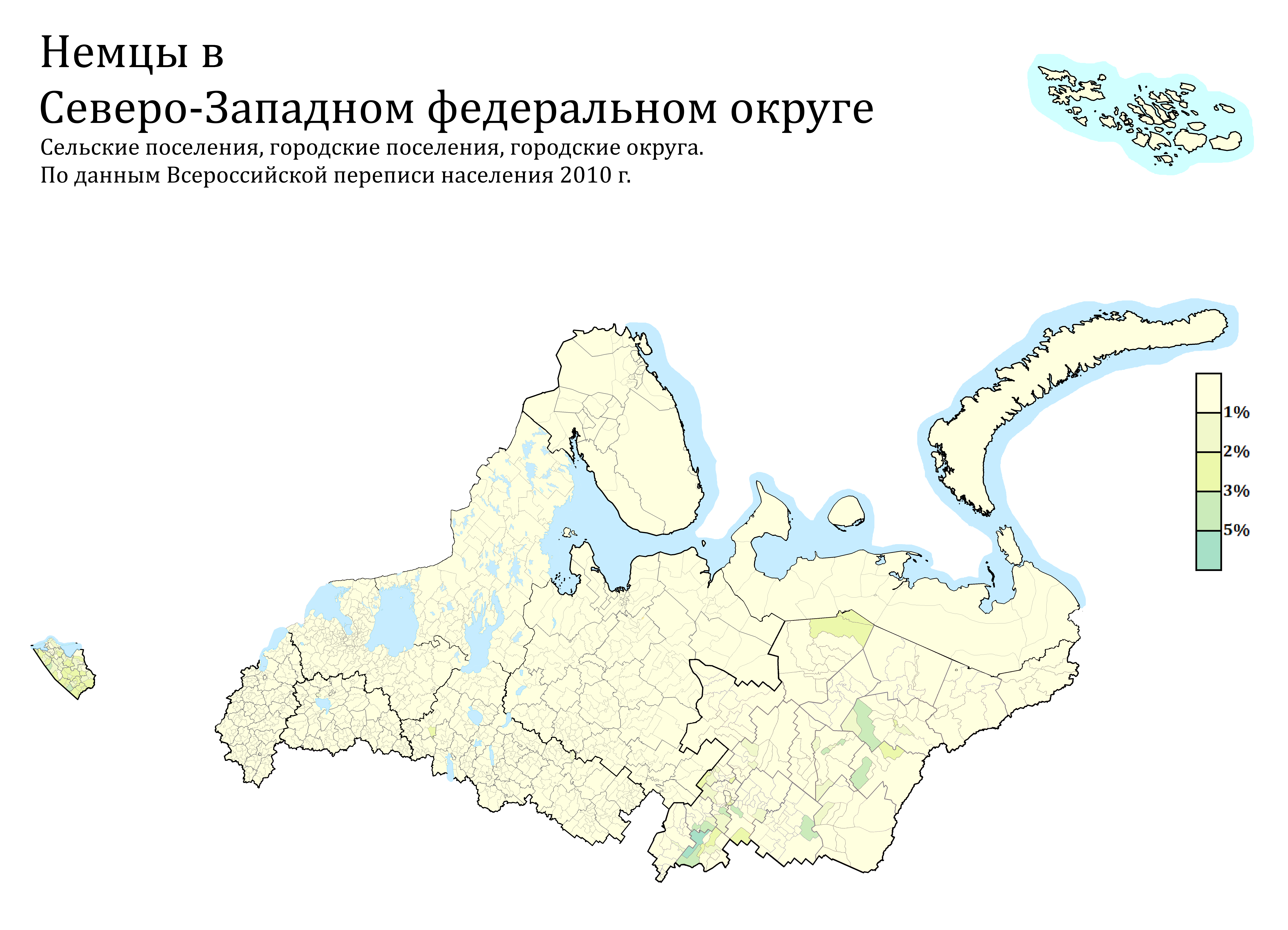
Расселение немцев в СЗФО по городским и сельским поселениям в %, перепись 2010 г.

Расселение немцев в ДФО по городским и сельским поселениям в %, перепись 2010 г.

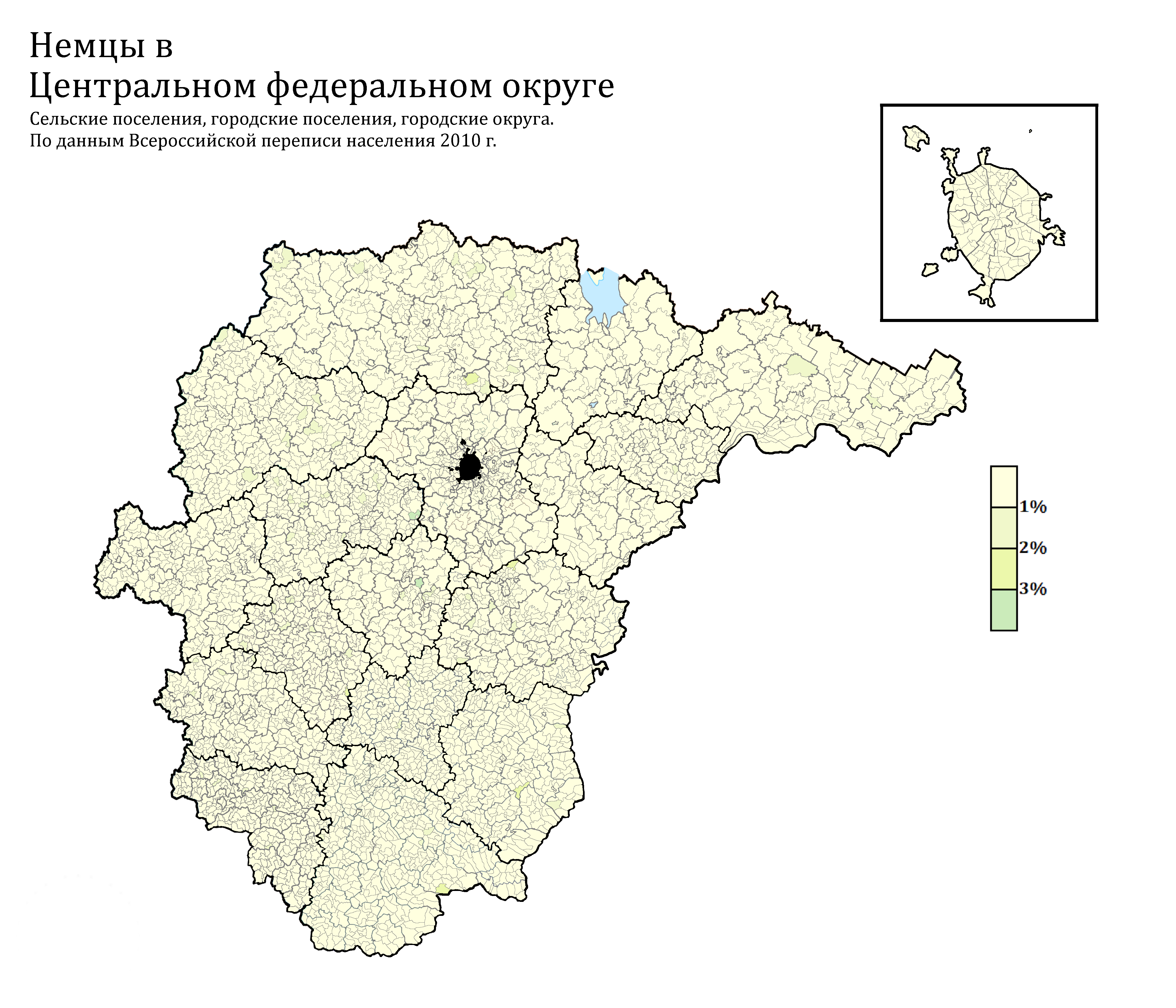
Расселение немцев в ЦФО по городским и сельским поселениям в %, перепись 2010 г.

### 1990-е годы
В начале 1990-х годов в Санкт-Петербурге было организовано «Немецкое общество Санкт-Петербурга», возобновлено издание газеты на немецком языке «St. Petersburgische Zeitung». Лидером общественного движения российских немцев за национальное возрождение был академик Борис Раушенбах.
В 1990-х годах во многих крупных городах России и в местах компактного проживания российских немцев созданы Центры немецкой культуры, в которых при содействии правительства ФРГ реализуется программа «Брайтенарбайт» («Расширенная работа»), образованы два немецких национальных района (с центрами Гальбштадт в Алтайском крае и Азово в Омской области), реализована немецко-российская программа «Нойдорф-Стрельна» по созданию коттеджного посёлка российских немцев в пригороде Санкт-Петербурга — районе Нойдорф в Стрельне, образована Федеральная национально-культурная автономия «Российские немцы».
До 2001 года «Русские немцы» оставались последней из репрессированных в Советское время, но не реабилитированных национальных групп.
По совместной инициативе консулата ФРГ, евангелическо-лютеранской церкви и мэрии Санкт-Петербурга в восстановленной в постсоветское время из плавательного бассейна Лютеранской церкви Святых Петра и Павла была открыта постоянная выставка «Немцы Санкт-Петербурга» (нем. St.Petersburger Deutschen).
В Петербурге проходит Международный научный семинар «Немцы в России: Русско-немецкие научные и культурные связи», ключевой темой которого является «Германисты и германистика в России». В его организации активное участие принимает Институт русской и советской культуры им. Ю. М. Лотмана Рурского университета г. Бохум и Министерство иностранных дел Германии. В Петербурге проходит постоянно действующая конференция «Немцы в Санкт-Петербурге: Биографический аспект», проводимая Кунсткамерой, Институтом исследований Санкт-Петербурга и Северо-Западного региона и Санкт-Петербургским Союзом архитекторов России.

### Современная статистика

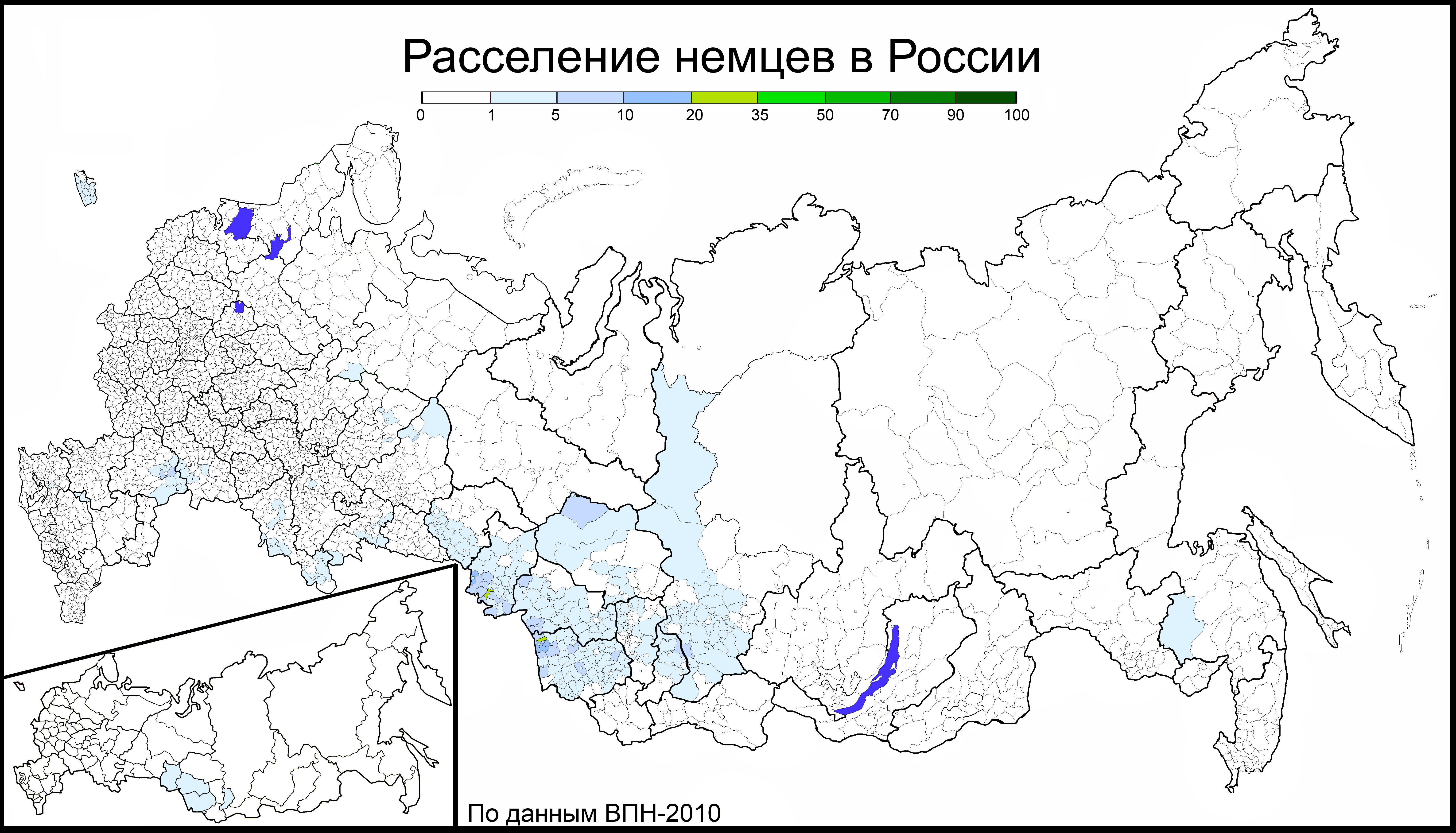
Ареал расселения немцев в России. По данным Всероссийской переписи населения 2010 года

Согласно Всероссийской переписи населения 2002 года, в России проживало 597 212 немцев, при этом примерно 1,5 миллиона человек являются потомками российских немцев с той или иной степенью родства.
Современное сообщество российских немцев организовало более ста различных локальных, всероссийских и международных организаций с целью сохранения культурной идентичности российских немцев, способствовать изучению своей истории, национальному и духовному возрождению немцев России, восстановлению и сохранению немецких национальных традиций, национального языка и его диалектов, истории немецкого народа. Также организации способствуют улучшению уровня жизни российских немцев на локальном уровне; так, например, «Немецкое молодёжное объединение» активно поддерживает молодёжные инициативы российских немцев, МААИКРН посредством изучения истории и традиций локальных немецких поволжских, кавказских и азиатских локальных субкультур прошлого ставит перед собой задачу сохранения исторического наследия немцев России.
Согласно статистическим данным германских федеральных учреждений на 2006 год, общее число лиц, имеющих немецкое происхождение, проживавших на территории стран бывшего СССР, оценивалось в 800—820 тысяч человек. Из них около 550 тысяч — в Российской Федерации, около 200 тысяч — в Казахстане, 33 тысячи — на Украине, 15 тысяч — в Киргизии.
По данным переписи населения, проведённой в 2010 году, в России проживало 394 138 немцев.
По данным переписи 2020—2021 года, в России проживало 195 256 немцев.
| Страны / годы | 1989    | 2002/1999 | 2010/2009 | 2021    |
| ------------- | ------- | --------- | --------- | ------- |
| Россия        | 842 295 | 597 212   | 394 138   | 195 256 |
| Казахстан     | 957 518 | 353 441   | 178 409   | 226 092 |

### Увековечивание истории российских немцев
- По инициативе Совета немецкого общества Санкт-Петербурга, в январе 1998 года на Левашовском мемориальном кладбище, как дань памяти не только невинным жертвам репрессий, но и всем немцам, верой и правдой служившим России, был установлен памятник «Немцам России».
- В августе 2010 года в Башкортостане, в Абзелиловском районе республики, посёлке Северный[41], на выделенные Международным союзом немецкой культуры деньги, был открыт памятник немцам-трудармейцам посёлка[41].

- 28.08.2011, в день 70-летия депортации немцев Поволжья, в Энгельсе открыт памятник депортированным поволжским немцам[42].

### Документы, первоисточники
- Полное собрание законов Российской империи (с 1749 г.). — Т. XVI (1762—1765), 1830
- История российских немцев в документах (1763—1992 гг.) (Сост.: В. А. Ауман, В. Г. Чеботарёва) — М.: МИГУП, 1993.
- Немцы в истории России. Документы высших органов власти и военного командования, 1652-1917 / Сост. ВВ. Ф. Дизендорф. — М.: Международный фонд "Демократия": Материк, 2006. — 786 с. — (Россия XX век. Документы). — ISBN 5-85646-165-7.

### Энциклопедии, справочники, библиография
- Немцы России : энциклопедия : в 3 т. — М. : Общественная Академия наук российских немцев, 1999—2006. — Т. 1—3. — 5500 экз. — ISBN 5-93227-002-0.
- Немцы России : Населённые пункты и места поселения : [арх. 31 марта 2022] : Энциклопедический словарь / сост. Дизендорф В. Ф. — М. : Общественная Академия наук российских немцев, 2006. — 479 с. — ISBN 5-93227-002-0.
- Ауман В. А., Баумгертнер В. Ф., Бретт В. и др. (гл. ред. В. Ф. Дизендорф). Немцы России. Населённые пункты и места поселения: энциклопедический словарь. — М.: ЭРН, 2006. — 470 с. ISBN 5-93227-002-0.
- Международная организация исследователей истории и культуры российских немцев: Научно-информационный бюллетень. 1996—2006 Информация о конференциях, семинарах, фондах архивов, документы, рецензии, аннотации, библиография.
- Немцы России (энциклопедия). В 3-х томах. Москва: Изд-во «Общественная академия наук российских немцев», 1999—2006 (Предс. редкол. В. Карев, О.Кубицкая)
- Российские немцы. Историография и источниковедение. Материалы научной конференции. Анапа. 4—9 сентября 1996. М., 1997.
- Чернова Т. Н. Российские немцы: Отечественная библиография, 1991—2000 гг.: Указатель новейшей литературы по истории и культуре немцев России/ Т. Н. Чернова.- М.,2001.- 268 с.
- Списки научных публикаций Саратовского университета, издательства «Готика»,
- Handbuch Russland-Deutsche : ein Nachschlagewerk zur russland-deutschen und dt.-russ. Geschichte und Kultur (mit Ortsverzeichnis ehemaliger Siedlungsgebiete) Verfasser: Ulrich Mertens. Nürnberg ; Paderborn: 2001. ISBN 3-9807701-1-7.
- Lexikon der Russlanddeutschen. (Hrsg. H.-J. Kathe u.a.) Berlin: Bildungsverein für Volkskunde in Deutschland Die Linde, 2000.
- Deutsche Geschichte im Osten Europas. (in 12 Bde) Bd. 10.: Rußland. — Berlin : Siedler Verlag, 2002. — 669 S. ISBN 3-88680-778-9.

### Материалы научных конференций, съездов
- Российские немцы на Дону, Кавказе и Волге. — М-лы российско-германской научн. конф. Анапа, 22—26 сентября 1994. // Международный союз немецкой культуры (отв. редактор Е. А. Шервуд). М., 1994. 358 с. LCCN 97176727; OCLC 36891750.
- Российские немцы: Проблемы истории, языка и современного положения. — М-лы междунар. науч. конф. Анапа, 20-25 сентября, 1995. // Изд-во Готика, 1996. 511 с. ISBN 5-7834-0004-1..
- Российские немцы: Историография и источниковедение. — М-лы междунар. научн. конф. Серия: История и этнография российских немцев. Internationaler Verband der Deutsche Kultur (IVDK), Анапа, 4-9 сентября 1996. // М., Готика, 1997. 372 с. ISBN 5-7834-0024-6.
- Миграционные процессы среди российских немцев: исторический аспект. М-лы междунар. научн. конф., Анапа, 26-30 сентября 1997 г. М, Готика, 1998 г. 444 с..
- Немцы России в контексте отечественной истории: Общие проблемы и региональный особенности. Материалы международной научной конференции, Москва, 17—20 сентября 1998 г. // М, Готика, 1999, 488 с.
- Российское государство, общество и этнические немцы: основные этапы и характер взаимоотношений (XVIII—XXI вв.) Материалылы XI междунар.науч. конф. Москва, 1—3 ноября 2006/ — М.: МСНК-пресс, 2007. — 480 с.
- Российские немцы: Научно-информационный бюллетень. 1 (53), Москва, 2008
- Научное сообщество этнических немцев в Средней Азии и России: современное состояние и перспективы. — Материалы международной научно-методической конференции 23—24 октября 2008 г. // Караганда: Арко, 2009

### Учебные пособия
- Герман А. А., Иларионова Т. С., Плеве И. Р. История немцев России. (учебное пособие) — М.: МСНК-пресс, 2005—544 с.
- Герман А. А., Иларионова Т. С., Плеве И. Р. История немцев России: Хрестоматия. — М.: МСНК-пресс, 2005. — 416 с.
- Герман А. А., Иларионова Т. С., Плеве И. Р. История немцев России: Методические материалы. — М.: МСНК-пресс, 2005. — 240 с.

### Общие издания
- Андреева Н. С. Прибалтийские немцы и российская правительственная политика в начале XX в. — СПб.: Міръ,2008.
- Ковригина В. А. Немецкая слобода Москвы и её жители конца XVII-первой четверти XVIII вв. / В. А. Ковригина. — М.: Археол. центр, 1998. — 434, [2] с.
- Клаус А. Наши колонии: опыт и материалы по истории и статистике иностранной колонизации в России. — СПб., 1869.
- Россия — Германия. Контакты и взаимовлияния. XVIII—XIX век. // Государственная Третьяковская галерея: сб. статей под ред. О. С. Северцева, И. А. Гутт. — [М.], б. г.
- Остроух И. Г., Шервуд Е. А. Российские немцы: вклад в историю и культуру (XVII — начало XX вв.). // Российские немцы на Дону, Кавказе и Волге. — М., 1995.
- Кабузан В. М. Немецкое население в России в XVIII — начале XX вв (численность и размещение). // Вопросы истории. — 1989. — № 12. — С. 18—29.
- Котов Б. С. Образ российских немцев в русской прессе накануне Первой мировой войны // Известия Самарского научного центра Российской академии наук. 2011. Том 13, № 3 (2). С. 391—398.
- Герман А. А. Немецкая автономия на Волге. 1918—1941. — М.: «МСНК-пресс», 2007. — 576 с. — 2-е изд., исправленное и дополненное.
- Московские немцы. Четыре века с Россией / [сост. Л. Дементьева, Ю. Петров]. — Москва: Фабрика офсетной печати, 1999. — 71 с.
- Немецкие предприниматели в Москве: Сб. ст. [по итогам Междунар. науч. конф. (Москва, 1999 г.)] / Сост. сб.: В. А. Ауман]. — М. : Обществ. акад. наук рос. немцев, 1999. — 285, [1] с. — (Российские немцы: исторические материалы и исследования: ИРН). ISBN 5-93227-001-2.
- Немцы в России: Люди и судьбы / [Семинар «Немцы в России: рус.-нем. науч. и культур. связи»; Редкол.: Л. В. Славгородская (отв. ред.) и др.]. — СПб.: Дмитрий Буланин, 1998. — 310,[1] с. ISBN 5-86007-119-1.
- Немцы в России: Петербургские немцы = Die Deutschen in Russland: Petersburger deutsche: Сб. ст. / РАН. С.-Петерб. науч. центр. Ин-т истории естествознания и техники. С.-Петерб. фил. и др.; Отв. ред. Г. И. Смагина. — СПб.: Изд-во Дмитрий Буланин, 1999. — 620 с. ISBN 5-86007-154-X.
- Немцы в России: Проблемы культур. взаимодействия : [Материалы конференций семинара, 1990—1995 гг. / Семинар «Немцы в России. Рус.-нем. науч. и культур. связи»; Редкол.: Л. В. Славгородская (отв. ред.) и др.]. — СПб.: Дмитрий Буланин, 1998. — 327 с. ISBN 5-86007-116-7.
- Немцы в России = Die deutschen in Russland: Рос.-нем. диалог: [Сб. ст.] / Рос. акад. наук. Ин-т истории естествознания и техники. С.-Петерб. фил., Б-ка Рос. акад. наук; [Редкол.: Г. И. Смагина (отв. ред.) и др.]. — СПб.: ДБ, 2001. — 552 с. ISBN 5-86007-294-5.
- Немцы в России = Die Deutschen in Russland: Русско-немец. науч. и культурные связи: Сб. ст. / Рос. акад. наук. Ин-т истории естествознания и техники, С.-Петерб. фил. [и др.]; [Редкол.: Г. И. Смагина (отв. ред) и др.]. — СПб.: ДБ, 2000. — 424 с. ISBN 5-86007-248-1.
- Немцы в России = Die Deutschen in Russland: три века науч. сотрудничества: [сб. ст.] / Рос. акад. наук, Ин-т истории естествознания и техники, С.-Петерб. фил., Б-ка Рос. акад. наук; [редкол.: Н. В. Колпакова, Г. И. Смагина (отв. ред.), И. В. Черказьянова]. — СПб.: Дмитрий Буланин, 2003. — 604 с. — (Немцы в России: русско-немецкие научные и культурные связи). ISBN 5-86007-372-0.
- Немцы и развитие образования в России. — СПб., 1998. ISBN 5-201-00230-7.
- Немцы Москвы: исторический вклад в культуру столицы: Междунар. науч. конф., посвящ. 850-летию Москвы (Москва, 5 июня 1997 г.): Сб. докл. / [Науч. ред. Ю. А. Петров, А. А. Сёмин]. — М.: Обществ. акад. наук рос. немцев, 1997. — 356 с. — (Российские немцы: исторические материалы и исследования. ИРН).
- Немцы Санкт-Петербурга: наука, культура, образование [Сб. ст.] = Die Deutschen in Sankt-Petersburg: Wissenschaft, Kultur, Bildung / РАН, Ин-т истории естествознания и техники. С-Петерб., фил. Б-ка РАН, Семинар «Немцы в России: рус.-нем. науч. и культ. связи»; [Отв. ред. Г. И. Смагина]. — СПб.: Росток, 2005. — 640 с. — ISBN 5-94668-017-X.
- Немцы. Россия. Сибирь: [Сб. ст.] / Ом. гос. ист. — краевед. музей, Сиб. фил. Рос. ин-та культурологии; Сост. и науч. ред. — Вибе П. П. — Омск: Ом. гос. ист. — краевед. музей, 1997. — 241 с. ISBN 5-901062-01-1.
- Быт и культура российских немцев в музеях Санкт-Петербурга = Alltag und kultur der russlanddeutschen in museen von Sankt Petersburg: Свод. кат. / [Сост.: Т. А. Шрадер]. — СПб.: Наука, 2003 (Тип. Наука РАН). — 142, [2] с. — (Deutsche in Russland / Музей антропологии и этнографии им. Петра Великого (Кунсткамера) Рос. акад. наук [и др.]). ISBN 5-02-027096-2.
- Вашкау Н. Э. Школа в немецких колониях Поволжья, 1764—1917 гг. / Н. Э. Вашкау; М-во общ. и проф. образования РФ. Волгогр. гос. ун-т. — Волгоград: Изд-во Волгогр. гос. ун-та, 1998. — 206 с. ISBN 5-85534-154-2.
- Грекова Т. Н., Голиков Ю. П. Медицинский Петербург / Т. И. Грекова, Ю. П. Голиков. — СПб.: Фолио-Пресс: Фолио-Плюс, 2001. — 414, [1] с. ISBN 5-7627-0163-8.
- Губкина Н. В. Немецкий музыкальный театр в Петербурге в первой трети XIX века / Н. В. Губкина; Рос. ин-т истории искусств. — СПб.: Дмитрий Буланин, 2003 (Тип. Береста). — 563, [1] с., [8] л. ил. ISBN 5-86007-312-7.
- Дитц Я. Е. История поволжских немцев-колонистов. / Под ред. И. Р. Плеве. — М., «Готика», 1997. — 495 с. — (Серия: История и этнография российских немцев). — ISBN 5-7834-0010-6.
- Жиромская В. Б., Киселёв И. Н., Поляков Ю. А. Полвека под грифом «секретно»: Всесоюзная перепись населения 1937 года. / В. Б. Жиромская, И. Н. Киселёв, Ю. А. Поляков; РАН. Ин-т рос. истории. — М.: Наука, 1996. — 150 с.: табл. ISBN 5-02-009756-X.
- Захаров В. Н. Западноевропейские купцы в России: Эпоха Петра I. — М.: РОССПЭН, 1996. — 345 с, [19] л. ил., портр. ISBN 5-86004-056-3.
- История предпринимательства в России / [В. И. Бовыкин, М. Л. Гавлин, Л. М. Епифанова и др.]; Рос. акад. наук. Ин-т рос. истории. В 2 т. — М.: РОССПЭН, 2000. ISBN 5-8243-0030-5.
- Кириков Б. М., Штиглиц М. Санкт-Петербург немецких архитекторов. От барокко до авангарда. — СПб., 2002. ISBN 5-901528-04-2.
- Культура русских и немцев в Поволжском районе: [Сборник] / Поволж. кадровый центр, Упр. культуры Сарат. обл. администрации; [Науч. ред. Великий П. П., Горелов И. Н.]. — Саратов: Слово, 1993-.
- Материалы по истории связи в России. XVIII — начало XX вв. (почта, телеграф, телефон, радио, телевидение): Обзор документальных материалов. — Л., 1966.
- Миграционные процессы среди российских немцев: исторический аспект. — М., 1998.
- Плесская-Зебольд Э. Г. Одесские немцы: 1803—1920 / Э. Г. Плесская-Зебольд; Ин-т герм. и восточноевроп. исслед., Гёттинген (Германия). — Одесса: ТЭС, 1999. — 520 с. ISBN 966-95556-6-3.
- Петров Ф. А. Немецкие профессора в Московском университете / Ф. А. Петров. — М., 1997. ISBN 5-7820-0035-X.
- Саитов В. И., Модзалевский Б. Л. Московский некрополь: Т. 1—3 / [В. И. Саитов и Б. Л. Модзалевский]; [Авт. предисл. и изд. вел. кн. Николай Михайлович]. — Санкт-Петербург: тип. М. М. Стасюлевича, 1907—1908. — 3 т.
- Русские и немцы в XVIII веке = Russen und Deutsche im XVIII. Jahrhundert: Встреча культур / [Рос. акад. наук. Науч. совет по истории мировой культуры. Ин-т всеобщ. истории; Редкол. С. Я. Карп (отв. ред.) и др.]. — М.: Наука, 2000. — 309, [1] с. ISBN 5-02-011592-4.
- Терра инкогнита Сибирь. У истоков научного освоения Сибири при участии немецких учёных в XVIII век. — Галле, 1999.
- Воскресенский Н. А. Законодательные акты Петра I. — М.; Л., 1945.
- Беспятых Ю. Н. Петербург Анны Иоанновны в иностранных описаниях: Введение. Тексты. Комментарии / Ю. Н. Беспятых; Рос. акад. наук, Ин-т рос. истории, С.-Петерб. фил. — СПб.: Рус.-балт. информ. центр «БЛИЦ», 1997. — 492,[1] с. ISBN 5-86789-029-5.
- Беспятых Ю. Н. Петербург Петра I в иностранных описаниях: Введение. Тексты. Комментарии / Ю. Н. Беспятых. — Л.: Наука : Ленингр. отд-ние, 1991. — 278,[1] с. — (Сер. «Панорама истории»). ISBN 5-02-027336-8.
- Бескровный Л. Г. Русская армия и флот в XVIII веке (Очерки) / Ред. И. А. Осипов. — Институт истории АН СССР. — М.: Воениздат, 1958. — 646 с.
- Alfred Eisfeld. Die Rußlanddeutschen. — Verlag: Langen/Müller, München, 1991. — 252 S. ISBN 3-7844-2382-5; 978-3-7844-2382-1.
- Karl Stumpp. Die Russlanddeutschen — zweihundert Jahre unterwegs. — Stuttgart, Pannonia-Verlag, 1964. — 139 S.
- Viktor Krieger. Rotes deutsches Wolgaland. Zum 100. Jubiläum der Gründung der Wolgadeutschen Republik. Düsseldorf 2018 (2-te, korr. Aufl. Nürnberg 2020).
- Степанов М. Г. Массовая депортация и проблемы реабилитации поволжских немцев. Абакан, 2014. — 147 с. ISBN 978-5-904239-45-9.

Томан И. Б. Памятники истории и культуры московских немцев. — М.: Готика, 2013. — 121 С.